# Stängselnämnden
Stängselnämnden var, fram till den 1 januari 2009, en svensk statlig förvaltningsmyndighet under regeringen (Näringsdepartementets infrastrukturenhet) med ansvar för att avgöra tvister mellan kommuner och järnvägsföretag angående stängsel längs järnvägens sträckning. Nämnden avgjorde endast ett enda ärende, vilket skedde 1977. Det har felaktigt påståtts att nämnden inte tagit upp något fall. Nämnden sågs av somliga som överflödig och som ett exempel på att Sverige hade för många myndigheter. Nämnden saknade befattningshavare från den 18 februari 2008 till nedläggningen. När nämnden upphörde överfördes dess uppgifter till Transportstyrelsen.

## Juridik

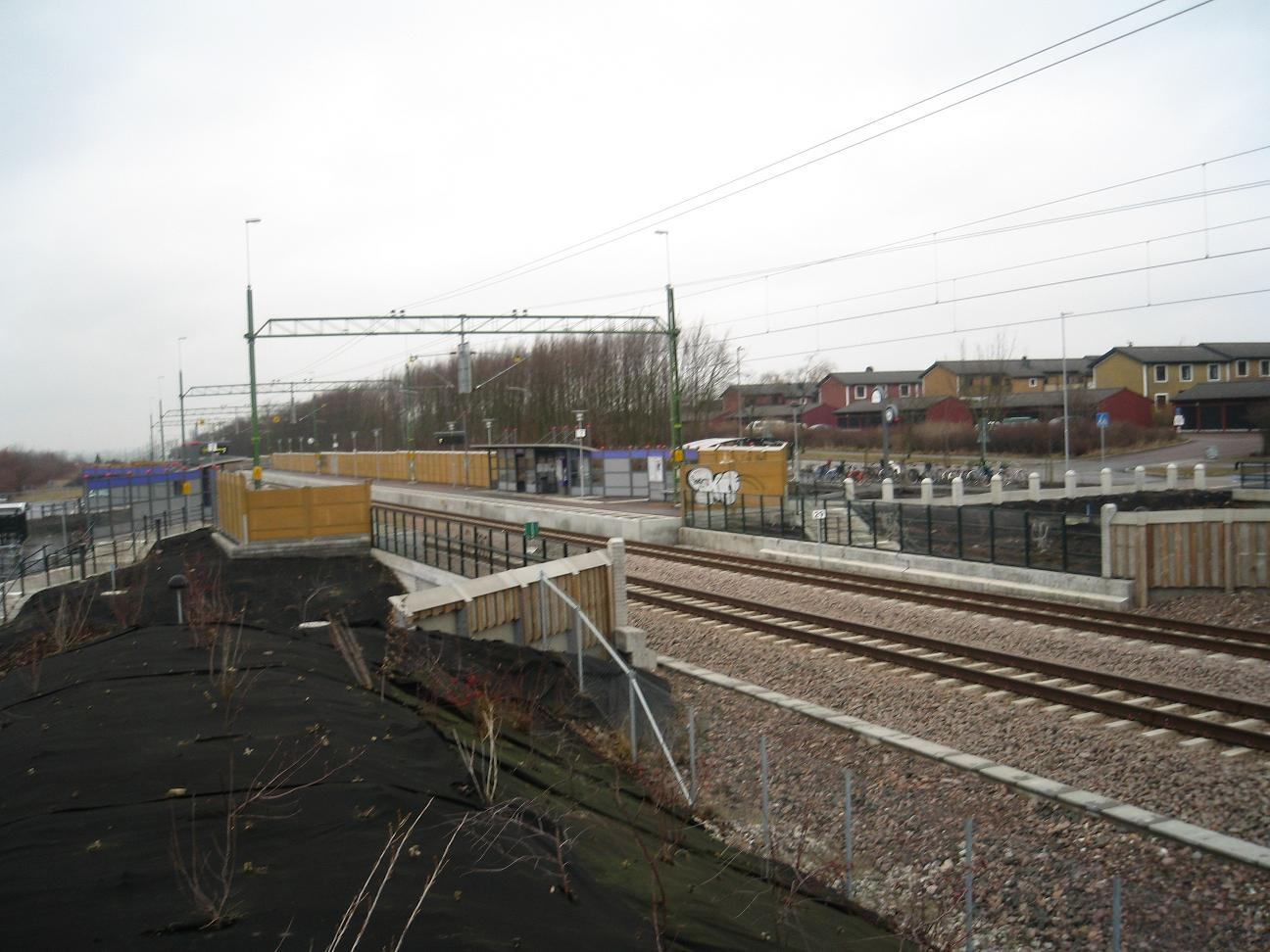
Stängsel vid Gunnesbo station i Lund.

Nämnden inrättades 1976 genom en lagändring, i lagen (1945:119) om stängselskyldighet för järnväg m.m. och dess verksamhet reglerades i förordningen (1975:1012) med instruktion för Stängselnämnden. Jämlikt nämnda lag skulle nämnden pröva frågor om stängsel utmed järnväg. 
Enligt lagen (11 §) skulle en kommun i samråd med en järnvägsägare besluta om att stängsel ska hållas utmed järnvägen, till skydd för personer som uppehåller sig intill denna. Järnvägens ägare skulle därvid ”anordna, tillse och underhålla stängsel i enlighet med kommunens beslut” (vilket i sig inte hindrade att kommunen tar på sig dessa göromål), om inte hinder för detta möts av ”hänsyn till järnvägens drift eller på grund av annan särskild omständighet”. Med ”järnvägens ägare” avsågs den som ägde själva spårsystemet.
Lagen föreskrev även (12 §) att ”anordnande, tillsyn och underhåll av stängsel betalas till nittio procent av kommunen och tio procent av järnvägens innehavare”, men att kostnaden skulle fördelas lika om det gällde ”stängsel vid stations- eller bangårdsområde”. Om kommunen och järnvägens ägare inte kunde enas i dessa frågor, skulle Stängselnämnden ta upp dem till prövning. Utredningen som föregick lagändringen ansåg att nämndens huvuduppgift skulle vara att avgöra tvister om kostnadsfördelningen. Nämndens beslut gick inte att överklaga (13 § lagen), men kunde dock omprövas av nämnden (samma paragraf), något som strider mot vad som allmänt gäller inom förvaltningsrätten.
De nämnda frågorna prövade nämnden ”efter skriftlig framställning av kommunen eller järnvägens innehavare”  (4 § förordningen) och nämnden kunde hålla förhandling med parterna om det var behövligt (5 §). Förordningen gav nämnden rätt att anlita sekreterare eller annat biträde vid behov (3 §). Nämnden fick även meddela andra föreskrifter, som behövdes för att verkställa förordningen (13 §).

## Uppbyggnad
Nämnden skulle enligt lagen bestå av en ordförande och två andra ledamöter (14 §). Det var brukligt att Banverkets chef och någon representant för Kommunförbundet varit nämndledamöter, något som hade stöd förarbetena till 1976 års lagändring. Detta system hade den till 1998 existerande stats–kommunala Marknämnden som förebild. Ordföranden i Stängselnämnden skulle enligt lagen vara eller ha varit ordinarie domare (detta för att nämnden skall uppfylla Europakonventionens krav om rätt till domstolsprövning), och ledamöterna skulle ha ersättare. Ledamöter och ersättare förordnades av regeringen. 
Den förre hovrättspresidenten för Hovrätten över Skåne och Blekinge Tore Landahl var till en början ordförande i nämnden. Landahl hade gjort den utredning som ledde fram till lagändringen varigenom nämnden bildades. Hovrättspresidenten för Hovrätten för Västra Sverige Gunnel Wennberg var nämndens ordförande från 1991 till 2008. Under de sista åren var hon ordförande de facto snarare än de jure, då hon inte erhållit något nytt förordnande sedan det gamla gått ut den 31 december 2003. Wennberg lämnade Stängselnämnden 18 februari 2008. Från 1994 till 2008 erhöll Wennberg 156 100 kronor i arvode för sitt ordförandeskap i nämnden.
Ingen budget fanns för nämnden, och den saknade anställda under lång tid. Tidigare hade nämnden en sekreterare. Nämnden hade inte heller egna lokaler. Nämnden saknade dessutom egen webbplats. Den 18 februari 2008 översände nämndens de facto-ordförande nämndens handlingar till Näringsdepartementets infrastrukturenhet, som därefter, fram till avvecklingen, hanterade nämnden och frågor i anslutning till den. Detta skedde efter att en organisation krävt formellt beslut beträffande utlämnande av allmän handling, något ordföranden inte hade behörighet att fatta. När Wennberg varit frånvarande från sitt kontor hade det inte funnits någon som kunnat ta emot framställningar om att få kopia av allmänna handlingar som förvarades hos Stängselnämnden. Chefsjustitieombudsmannen Mats Melin ansåg att nämndens verksamhet borde ”ha varit organiserad så att den uppkomna situationen hade kunnat undvikas”.
I riksdagens trafikutskott yttrades det i betänkandet 1998/99:TU1 att nämnden då ”ännu inte enligt vad utskottet erfarit haft ett enda ärende att avgöra”, vilket utskottet hade fel i. Enligt Statskontorets rapport Statsförvaltningens utveckling 1990–2005 sköttes kansligöromålen för Stängselnämnden av Regeringskansliet och omfattade ett par arbetsdagar per år.
Ett förslag om att lägga ned Stängselnämnden lades den 4 februari 2008 fram i departementspromemorian Avveckling av Stängselnämnden (Ds 2007:49). Förutom avgörandet som behandlas nedan har nämndens verksamhet, enligt promemorian, bestått i att lämna information om gällande regler till berörda aktörer och andra intressenter.

## Praxis
Stängselnämndens enda avgjorda ärende avslutades genom ett beslut den 10 oktober 1977. Parter i målet var Svalövs kommun och Statens Järnvägar (SJ). Kommunen och SJ kunde inte enas om fördelningen av kostnader för uppsättning och underhåll av stängsel vid Kågeröds stations gamla bangårdsområde. Kommunen ansåg, eftersom det rörde sig om ett bangårdsområde, att kostnaderna skulle fördelas lika mellan kommunen och SJ. SJ ansåg emellertid att kostnaderna skulle fördelas i enlighet med huvudregeln, enligt vilken kommunen svarar för 90 procent av kostnaderna. Kågeröds järnvägsstation var nedlagd, sedan 22 maj 1977, och stationsbyggnaden skulle antingen säljas eller rivas. Någon gods- eller persontrafik förekom ej längre heller. Bangårdens växlingsspår var låsta, och överflödiga spår skulle borttagas inom ett år. Med anledning av vad som var upplyst ansåg Stängselnämnden inte att bandelen i fråga kunde anses utgöra stations- eller bangårdsområde, och beslutade därför att kostnaderna skulle fördelas enligt huvudregeln. Idag är stängslet rivet.
Den 13 maj 1982 hade Stängselnämnden fått in en ansökan från Vaxholms kommun, vilket meddelades nämndens ledamöter av sekreteraren Gunnar Bergholtz. Ärendet gällde en helbomsanläggning. Nämnden kom, efter att ha granskat handlingarna i ärendet, fram till att frågan föll utanför dess behörighet. Nämnden uppgav att den ”har nämligen inte att befatta sig med kostnadsfördelningsfrågor avseende säkerhetsanordningar som faller in under vägmärkesförordningens (1978:1001) bestämmelser. Måhända skulle svaret på kommunens fråga också kunna sägas vara att den beslutade helbomsanläggningen inte utgör stängsel i den mening som avses i lagen om ändring i lagen (1945:118) om stängselskyldighet för järnväg m m.” Några ytterligare åtgärder vidtog nämnden inte i ärendet.
I regeringens proposition om avskaffande av nämnden (se nedan) framförs att ”Det är tänkbart att vissa tvister kunnat biläggas genom rådgivning från nämndens ordförande, utan att något ärende behövt anhängiggöras.”

## Avveckling
Regeringen föreslog den 2 oktober 2008 i propositionen Avveckling av Stängselnämnden (prop. 2008/09:43) att Stängselnämndens uppgifter skulle överföras till den myndighet som regeringen bestämmer (prövningsmyndigheten). Trafikutskottet föreslog att riksdagen skulle anta lagförslaget. Riksdagen biföll propositionen den 27 november 2008, och lagen (2008:1333) om ändring i lagen (1945:119) om stängselskyldighet för järnväg m.m. trädde i kraft den 1 januari 2009. Regeringen utfärdade den 11 december 2008 förordningen (2008:1334) om upphävande av förordningen (1975:1012) med instruktion för Stängselnämnden, i vilken det fastslås att förordningen med instruktion för Stängselnämnden ”ska upphöra att gälla vid utgången av år 2008”. Stängselnämnden upphörde således den 1 januari 2009. Transportstyrelsen övertog dess arbetsuppgifter.